# Sibbertoft
Sibbertoft är en ort och civil parish i Storbritannien.   Den ligger i grevskapet Northamptonshire i riksdelen England, i den södra delen av landet, 120 km nordväst om huvudstaden London. Sibbertoft ligger 176 meter över havet och antalet invånare är 343.
Terrängen runt Sibbertoft är huvudsakligen platt. Sibbertoft ligger uppe på en höjd. Runt Sibbertoft är det ganska tätbefolkat, med 116 invånare per kvadratkilometer. Närmaste större samhälle är Rugby, 19,4 km väster om Sibbertoft. Trakten runt Sibbertoft består till största delen av jordbruksmark.